# Raúl Asencio
Raúl Asencio del Rosario (sinh ngày 13 tháng 2 năm 2003) là cầu thủ bóng đá chuyên nghiệp người Tây Ban Nha hiện đang thi đấu ở vị trí hậu vệ cho câu lạc bộ bóng đá Real Madrid CF tại La Liga.

## Sự nghiệp câu lạc bộ

### Real Madrid
Asencio bắt đầu sự nghiệp bóng đá của mình ở câu lạc bộ Veteranos Del Pilar CF khi mới 8 tuổi. Năm 2012, anh chuyển đến đội trẻ của UD Las Palmas, câu lạc bộ danh tiếng nhất ở quê nhà, và đã gắn bó năm mùa giải. Vào mùa hè năm 2017, Asencio đã chấp nhận lời đề nghị từ Real Madrid để chơi cho đội U15 (Cadete B) vào lúc 14 tuổi. Trong mùa giải 2021–22, anh là thành viên của đội trẻ A và đã giành chức vô địch Copa del Rey Juvenil, giải đấu cúp quốc gia Tây Ban Nha dành cho các đội U-19. Asencio được cho mượn tại RSC Internacional cho mượn trong mùa giải 2022–23. Anh đã lọt vào vòng play-off thăng hạng của Tercera Federación cùng với câu lạc bộ nhưng đã bị loại trong trận chung kết bởi đội B của Getafe. Raúl Asencio chơi mùa giải 2023–24 cho Real Madrid Castilla tại Primera Federación và kết thúc mùa giải với 34 lần ra sân.
Anh ra mắt đội một vào ngày 9 tháng 11 năm 2024 trong trận đấu với CA Osasuna tại La Liga khi vào sân thay người ở phút thứ 30 thay cho Éder Militão bị thương. Ở phút thứ 42, anh đã lập một pha kiến tạo và đường chuyền cho Jude Bellingham để nâng tỷ số lên 2–0.

## Tranh cãi
Vào tháng 9 năm 2023, Asencio và ba cầu thủ khác của Real Madrid Castilla và Real Madrid C là Ferran Ruiz, Juan Rodríguez và Andrés Garcia đã bị bắt vì cáo buộc đã quay và phát tán một đoạn video về cuộc gặp gỡ tình dục liên quan đến một phụ nữ trưởng thành và một trẻ vị thành niên không đồng ý với đoạn video. Asencio bị cáo buộc đã truy cập vào video và phát tán nó cho một người khác. Vào tháng 1 năm 2025, trang web thể thao Tây Ban Nha Relevo đưa tin rằng Asencio không còn bị điều tra trong vụ án này nữa. Tuy nhiên, đơn kháng cáo của luật sư Asencio yêu cầu chấm dứt cuộc điều tra đã bị tòa án ở Gran Canaria bác bỏ vào tháng 2 năm 2025. Do đó, Asencio vẫn bị truy tố về tội khiêu dâm trẻ em.

## Thống kê sự nghiệp
Tính đến 25 tháng 2 năm 2025
| Câu lạc bộ           | Mùa giải            | Giải vô địch        | Giải vô địch | Giải vô địch | Cúp quốc gia | Cúp quốc gia | Châu lục | Châu lục | Khác | Khác | Tổng cộng | Tổng cộng |
| Câu lạc bộ           | Mùa giải            | Hạng đấu            | Trận         | Bàn          | Trận         | Bàn          | Trận     | Bàn      | Trận | Bàn  | Trận      | Bàn       |
| -------------------- | ------------------- | ------------------- | ------------ | ------------ | ------------ | ------------ | -------- | -------- | ---- | ---- | --------- | --------- |
| RSC Internacional    | 2022–23             | Tercera Federación  | 29           | 0            | —            | —            | —        | —        | 4    | 0    | 33        | 0         |
| Real Madrid Castilla | 2023–24             | Primera Federación  | 34           | 0            | —            | —            | —        | —        | —    | —    | 34        | 0         |
| Real Madrid Castilla | 2024–25             | Primera Federación  | 11           | 0            | —            | —            | —        | —        | —    | —    | 11        | 0         |
| Real Madrid Castilla | Tổng cộng           | Tổng cộng           | 45           | 0            | —            | —            | —        | —        | —    | —    | 45        | 0         |
| Real Madrid          | 2024–25             | La Liga             | 0            | 3            | 0            | 6            | 0        | 3        | 0    | 25   | 0         |           |
| Tổng cộng sự nghiệp  | Tổng cộng sự nghiệp | Tổng cộng sự nghiệp | 87           | 0            | 3            | 0            | 5        | 0        | 7    | 0    | 103       | 0         |

1. ↑  Bao gồm FA Cup
2. ↑  Ra sân tại play-off Tercera Federación
3. ↑  Ra sân tại UEFA Champions League
4. ↑  Ra sân hai lần tại Supercopa de España và ra sân tại Intercontinental Cup

## Danh hiệu

### Câu lạc bộ
Real Madrid
- FIFA Intercontinental Cup: 2024